# Cala Mendia
Cala Mendia és una cala de la costa de Manacor, situada al sud de Portocristo.
Està envoltada de dos complexos hotelers, malgrat aquests dos no li treuen encant. Aquesta cala posseeix un llarg braç d'arenes molt fines i aigües molt netes i tranquil·les. S'hi accedeix per un camí lateral de la urbanització.